# Olof Lagercrantz (bok)
Olof Lagercrantz är en bok från 1980 av den svenske författaren Sven Stolpe. Den utgör en kritisk biografi av författaren, litteraturkritikern och tidningsredaktören Olof Lagercrantz, med fokus på hans livsåskådning. Baksidestexten sammanfattar innehållet med följande ord: "I Lagercrantz utveckling urskiljer Stolpe en kurva som från en blodlös salongsmässig kristendom, över en ogenomtänkt liberal humanism leder fram till en nihilism som kommer honom att envist försvara Sovjetryssland och svika Västerlandets kristna grundsyn."
Stolpe anklagar Lagercrantz för att tillskriva alla människor sin egen normlösa världsåskådning, vilket har yttrat sig i en destruktiv livsgärning som har inverkat negativt på svenskt kulturliv. Stolpe skriver att man om man följt Lagercrantz journalistik lätt får "intrycket att han är på visst sätt defekt, att det saknas moralisk instinkt och organ för andligt liv bakom hans begåvning". En hypotes som Stolpe för fram är att Lagercrantz' beteende kan härledas ur hans kristendomsfientliga moralsyn, vilket i sin tur går tillbaka på att han motsätter sig kristendomens inskränkningar av sexualiteten.

## Innehåll
Sven Stolpe beskriver hur Olof Lagercrantz i en tidig bok, Möten med Bibeln, omfamnade en enligt Stolpe naiv form av kristendom. Stolpe härleder ur detta Lagercrantz' uppfattning om att västerländska värden är falska och ytliga: "Det är sin egen tomma stämningskristendom han förhånar." Stolpe refererar hur Lagercrantz har likställt kroppsliga begär med kärlek, och lägger detta i samband med att Lagercrantz började upptäcka kristna ideal som inte passade hans egen självbild: "I hans raseri i sena år mot varje beskärning av sexualiteten anar man vad det i sista hand var som kom honom att överge kristendomen."
Lagercrantz' tid som chef- och kulturredaktör på Dagens Nyheter beskrivs som präglad av intellektuellt förfall, "salongskommunism" och hänsynslös mobbing mot bland andra Harry Martinson och Eyvind Johnson. Stolpe beskriver hur Lagercrantz före sitt redaktörskap hörde till de största insmickrarna av sin företrädare Herbert Tingsten, för att sedan såga hela Tingstens karaktär i en recension av dennes memoarer. Boken berör Lagercrantz' ställningstagande för Lars Hillersberg och att Lagercrantz ställde sig på Jan Guillous och Peter Bratts sida under IB-affären.
Stolpe går igenom några av Lagercrantz läsningar av författare. Han bemöter Lagercrantz' påstående att Gustaf Fröding var en imitatör med att Lagercrantz inte kan visa upp de författare som Fröding skulle ha imiterat. Han avfärdar Lagercrantz' sågning av Gösta Berlings saga med att Lagercrantz enbart påvisat att boken inte kan räknas som psykologisk realism. Lagercrantz' avfärdande av Hjalmar Gullberg förklaras med hans ytliga och föraktfulla syn på kristendomen.
Ett kapitel ägnas åt Lagercrantz' Strindbergsbiografi. Stolpe menar att boken bara sporadiskt berör Strindbergs författarskap, men ger desto mer utrymme åt att släta över övergrepp och hylla författarens karaktärsmord på människor. Som grund till Lagercrantz' intresse för Strindberg ser Stolpe den senares nihilism, liksom hans hänsynslöshet, och genom Strindberg anser han att Lagercrantz nått insikten att det inte finns någon personlighetskärna. Stolpe menar att Lagercrantz helt bortsett från den religiösa sidan hos författaren, som kommer till uttryck i exempelvis En blå bok.
Lagercrantz' bok Från helvetet till paradiset, om Dante Alighieri och Den gudomliga komedin, blir kritiserad utifrån att Lagercrantz inte förstår Dantes katolicism. Lagercrantz tolkar Dantes skildringar av tvivlare och syndare som uttryck för eget tvivel. Stolpe menar att Lagercrantz projicerar sin egen normlöshet på Dante istället för att studera och försöka leva sig in i författarens tro.
Boken avhandlar i ett kapitel Lagercrantz' politiska ställningstaganden. Under sin tid på Dagens Nyheter tog Lagercrantz ställning för Olof Palme, Sovjetunionen och maoismens Kina, samt publicerade artiklar som försvarade Baader-Meinhof-ligan. Stolpe beskriver Lagercrantz ideologiska grund som barnslig och naiv.
Stolpe lyfter fram några av Lagercrantz verk som förtjänstfulla och präglade av medkänsla, bland annat hans dikter om Förintelsen och en biografi om Nelly Sachs.
Stolpe kritiserar den av Lagercrantz hyllade James Joyce, vars roman Ulysses Stolpe anser vara "ett verk av en Antikrist". Han menar att romanens huvudperson, ständigt upptagen med att tillfredsställa sina låga begär, liksom dennes otrogna hustru, representerar de sämsta sidorna hos den moderna människan. I slutkapitlet av Ulysses skildras ett samlag mellan de båda, vilket Stolpe refererar med följande ord: "När denna undermänniska [Leopold Bloom] till sist hamnar i sängen hos sin horiska hustru – som älskaren nyss lämnat – avfärdar Joyce allt som skapats i en mångtusenårig kulturtradition, allt som seklernas djupaste erfarenheter lärt oss, och finner sitt enda hopp i den pornografiska suggans slutord: 'Ja jag vill Ja'". Stolpe tar detta till utgångspunkt för sin slutliga karakteristik av Lagercrantz, som han menar "tycks föredra den kusliga suggan".

## Tillkomst
Stolpe skriver i förordet: "Det skrivs böcker om vår kulturs stormän, dess profeter och nyskapare, dess stora diktare och konstnärer. Mera sällan skriver man om kulturens destruktörer, de många – ofta högt begåvade – personer som väsentligen river ned och förlamar, som föröder och förgiftar. Min avsikt är att fästa uppmärksamhet på sådana destruktörer och skadegörare i svensk kultur." Stolpe pekar ut Lagercrantz som "den inte mest betydelsefulla men kanske mest typiska i denna grupp".
En sentida bok av Stolpes dotterson Alex Schulman komplicerar betydligt bilden av Stolpes motiv för att ge ut boken om Lagercrantz. Schulmans Bränn alla mina brev (2018) skildrar med hjälp av bevarad brevväxling mellan Lagercrantz och Stolpes hustru Karin, och Lagercrantz dagbok från sommaren 1932, ett kort men intensivt kärleksförhållande mellan de båda, och Stolpes reaktioner på detta. Det är svårt att bortse från denna händelses inverkan på Stolpes omdöme om Lagercrantz, och det ger också en annorlunda bild av, exempelvis, Stolpes moraliserande fördömande av Lagercrantz värdering av Ulysses.